# Attila citriniventris
El atila citrino (Attila citriniventris), también denominado atila cabecigrís (en Colombia), atila ventricitrino (en Ecuador), atila de vientre citrino (en Perú y Venezuela) o atrapamoscas quieto vientre citrino (en Venezuela), es una especie de ave de la familia Tyrannidae, perteneciente al género Attila. Es nativa del occidente de la cuenca del Amazonas en América del Sur.

## Distribución y hábitat
Se distribuye en el este de Colombia (este de Caquetá, este de Vaupés, este de Guainía, este de Amazonas), sur de Venezuela (centro y sur de Amazonas), este de  Ecuador, noreste de Perú (Loreto, Ucayali), noroeste de la Amazonia brasileña (hacia el este hasta el río Negro y localmente hasta el río Madeira) y extremo noreste de Bolivia.
Esta especie es considerada rara y local en su hábitat natural, el sub-dosel de selvas húmedas, donde parece preferir áreas con suelos arenosos. Hasta los 500 m de altitud.

## Sistemática

### Descripción original
La especie A. citriniventris fue descrita por primera vez por el zoólogo británico Philip Lutley Sclater en 1859 bajo el mismo nombre científico; su localidad tipo es: «Río Ucayali, Perú».

### Etimología
El nombre genérico masculino «Attila» se refiere al guerrero Atila (406-453), rey de los hunos, en relación con la característica agresividad de estas especies; y el nombre de la especie «citriniventris», se compone de las palabras del latín «citrinus» que significa ‘amarillo’, ‘citrino’, y «venter, ventris» que significa ‘vientre’.

### Taxonomía
Es monotípica.